# روبرت ماكفيرسون (لاعب كرة قدم)
روبرت ماكفيرسون (بالإنجليزية: Robert McPherson)‏ هو مدرب كرة قدم ولاعب كرة قدم بريطاني (وحمل سابقاً جنسية المملكة المتحدة لبريطانيا العظمى وأيرلندا) في مركز جناح ‏، ولد في 1850. شارك مع منتخب اسكتلندا لكرة القدم. أما مع النوادي، فقد لعب مع Arthurlie F.C. ‏.

## وصلات خارجية
- روبرت ماكفيرسون على موقع قاعدة بيانات كرة القدم.إي يو (الإنجليزية)